# Montigny (Cher)
Montigny és un municipi francès, situat al departament de Cher i a la regió de Centre – Vall del Loira. L'any 2007 tenia 342 habitants.

## Demografia

### Població
El 2007 la població de fet de Montigny era de 342 persones. Hi havia 156 famílies, de les quals 56 eren unipersonals (32 homes vivint sols i 24 dones vivint soles), 60 parelles sense fills i 40 parelles amb fills.
La població ha evolucionat segons el següent gràfic:
Habitants censats

### Habitatges
El 2007 hi havia 267 habitatges, 163 eren l'habitatge principal de la família, 76 eren segones residències i 27 estaven desocupats. 263 eren cases i 2 eren apartaments. Dels 163 habitatges principals, 150 estaven ocupats pels seus propietaris, 11 estaven llogats i ocupats pels llogaters i 2 estaven cedits a títol gratuït; 1 tenia una cambra, 17 en tenien dues, 28 en tenien tres, 47 en tenien quatre i 70 en tenien cinc o més. 127 habitatges disposaven pel capbaix d'una plaça de pàrquing. A 97 habitatges hi havia un automòbil i a 52 n'hi havia dos o més.

### Piràmide de població
La piràmide de població per edats i sexe el 2009 era:
| Homes | Edats   | Dones |
| ----- | ------- | ----- |
| 0     | 95 o +  | 0     |
| 0     | 90 a 94 | 4     |
| 4     | 85 a 89 | 8     |
| 8     | 80 a 84 | 8     |
| 12    | 75 a 79 | 16    |
| 24    | 70 a 74 | 12    |
| 4     | 65 a 69 | 24    |
| 20    | 60 a 64 | 8     |
| 12    | 55 a 59 | 4     |
| 24    | 50 a 54 | 24    |
| 12    | 45 a 49 | 8     |
| 4     | 40 a 44 | 4     |
| 12    | 35 a 39 | 4     |
| 8     | 30 a 34 | 12    |
| 12    | 25 a 29 | 8     |
| 4     | 20 a 24 | 4     |
| 12    | 15 a 19 | 0     |
| 0     | 10 a 14 | 0     |
| 8     | 5 a 9   | 4     |
| 8     | 0 a 4   | 12    |

## Economia
El 2007 la població en edat de treballar era de 196 persones, 144 eren actives i 52 eren inactives. De les 144 persones actives 132 estaven ocupades (70 homes i 62 dones) i 11 estaven aturades (5 homes i 6 dones). De les 52 persones inactives 25 estaven jubilades, 13 estaven estudiant i 14 estaven classificades com a «altres inactius».

### Ingressos
El 2009 a Montigny hi havia 173 unitats fiscals que integraven 383,5 persones, la mediana anual d'ingressos fiscals per persona era de 17.501 €.

### Activitats econòmiques
Dels 12 establiments que hi havia el 2007, 3 eren d'empreses de construcció, 2 d'empreses de comerç i reparació d'automòbils, 1 d'una empresa de transport, 4 d'empreses d'hostatgeria i restauració, 1 d'una empresa financera i 1 d'una empresa classificada com a «altres activitats de serveis».
Dels 4 establiments de servei als particulars que hi havia el 2009, 1 era un paleta, 1 guixaire pintor, 1 electricista i 1 restaurant.
L'únic establiment comercial que hi havia el 2009 era una botiga de més de 120 m².
L'any 2000 a Montigny hi havia 25 explotacions agrícoles.

## Equipaments sanitaris i escolars
El 2009 hi havia una escola elemental integrada dins d'un grup escolar amb les comunes properes formant una escola dispersa.

## Poblacions més properes
El següent diagrama mostra les poblacions més properes.